# Viva Las Vegas
 Viva Las Vegas és una pel·lícula musical americana dirigida per George Sidney el 1964 i doblada al català.

## Argument
Lucky Jackson, inscrit al Gran Premi automobilístic de Las Vegas (Nevada), coneix un competidor, el comte Elmo Mancini. Tots dos es troben al taller on preparen els seus vehicles respectius, amb la seductora Rusty Martin per la qual s'apassionen però de qui ignoren, en aquell moment, la identitat. Pensant que treballa en un night-club, la cercaran tota la nit als establiments de la ciutat, abans de trobar-la l'endemà.

## Repartiment
- Elvis Presley: Lucky Jackson
- Ann-Margret: Rusty Martin
- Cesare Danova: El comte Elmo Mancini
- William Demarest: M. Martin
- Nicky Blair: Curty Farnsworth

I, entre els actors que no surten als crèdits :
- Robert Williams: El mecànic Swanson
- Ivan Triesault: L'amo d'hotel
- Roy Engel: Baker
- Bob Nash: Big Gus Olson
- Barnaby Hala: El mecànic
- Francis Ravel: François
- Teri Garr: Una showgirl